# Franz Christoph Sebastian von Remchingen

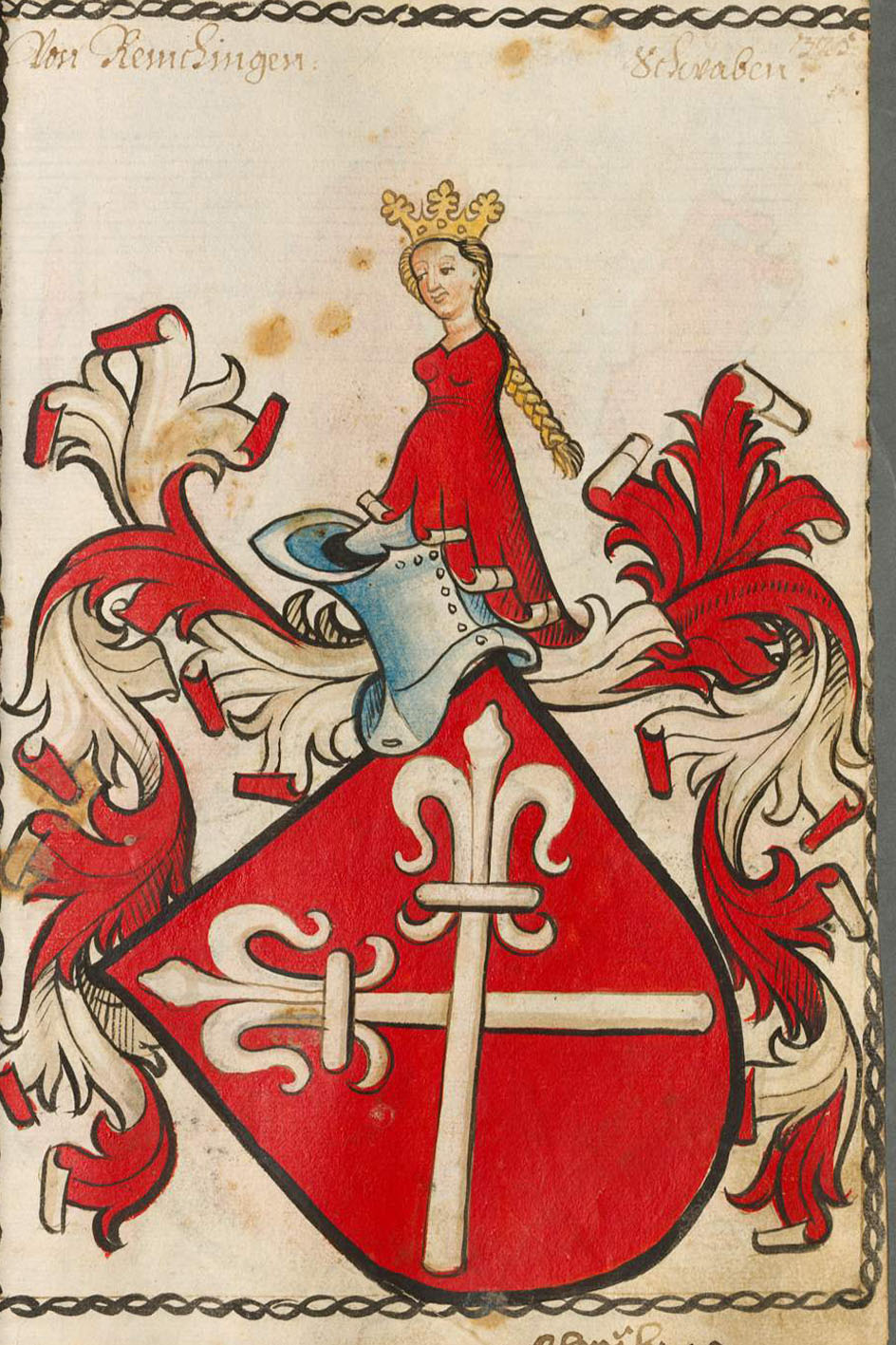
Wappen der Familie von Remchingen

Franz Christoph Sebastian von Remchingen  (* 20. Januar 1689; † 18. August 1777 in Valletta) war von 1775 bis 1777 Großprior des deutschen Malteserordens und damit auch Fürst von Heitersheim.

## Leben
Christian Sebastian entstammte dem schwäbischen Rittergeschlecht der Herren von Remchingen. Er war der Sohn des Franz Carl von Remchingen und dessen Ehefrau Maria Franziska von Westernach. 1717 trat er in den Malteserorden ein.
1731 wurde Remchingen in diplomatischer Mission nach Rom gesandt. Es tauchte ein Bericht über die Zustände auf Malta auf, der den damaligen Großmeister des Ordens Antonio Manoel de Vilhena diskreditierte. Remchingen wurde beschuldigt, in ein Komplott gegen den Großmeister verwickelt zu sein, und der Ordensrat verurteilte ihn und ließ ihn 1735 bei seiner Ankunft auf Malta verhaften. Das Urteil wurde zunächst abgemildert und letztlich wurde er vom Großmeister begnadigt. Von 1721 bis 1728 war er Komtur in Überlingen, von 1724 bis 1728 Komtur in Wesel und Borken.
1754 bis 1758 war er unter dem Großmeister Manuel Pinto de Fonseca als „Großbailli“ einer der acht Konventualbaillis des Ordens und war in dieser Funktion für die militärischen Befestigungen des Ordens verantwortlich. Ein weiterer Schritt in seiner Laufbahn war jener zum (Titular-)Großprior von Ungarn (1758–1775). 1756 erhielt er die Kommenden in Rohrdorf und Dätzingen (bis 1769) und 1775 die Kommende in Kleinerdlingen bei Nördlingen. Im März 1775 wurde er zum Großprior von Deutschland gewählt und von da an auch als Komtur der Kommende Bubikon genannt.
Remchingen wurde in der St.-Johannes-Kathedrale in Valletta bestattet. Mit seinem Tod 1777 starb das Geschlecht derer von Remchingen in der männlichen Linie aus.